# سكوت ويليام
سكوت ويليام (بالإنجليزية: Scott Hale)‏ هو لاعب دوري الرغبي بريطاني، ولد في 14 ديسمبر 1991.